# Angelo Moratti

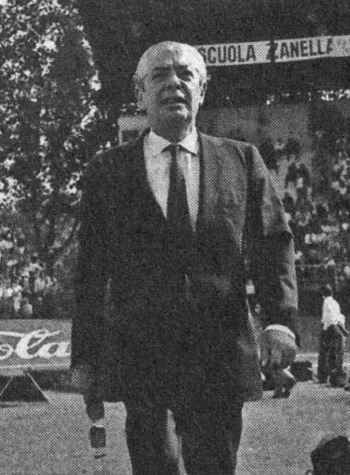
Angelo Moratti (1967)

Angelo Moratti (* 5. November 1909 in Somma Lombardo; † 12. August 1981 in Viareggio) war ein italienischer Unternehmer und Fußballfunktionär.

## Biografie
Moratti versuchte sich bereits als Jugendlicher als Unternehmer und war in verschiedenen Branchen tätig. Nachdem er in den 1930er Jahren im Handel mit Erdöl Fuß gefasst hatte, entwickelte er sich in den folgenden Jahren zu einem der bedeutendsten Akteure im Energiebereich in Italien. Als Besitzer von Kohlebergwerken, Erdölraffinerien und Elektrizitätswerken baute er sich ein Vermögen auf. 1962 gründete er aus seinen einzelnen Unternehmungen den Energiekonzern Saras, der im Lauf der Zeit zu einem der größten Unternehmen Italiens wurde. Während der Energiekrise Anfang der 1970er Jahre expandierte er seine Geschäftstätigkeit auch in die Medienbranche und war in die Zeitung Corriere della Sera sowie den Rizzoli-Verlag involviert.
Ab den 1950er Jahren unterstützte Moratti seinen Lieblingsverein Inter Mailand, dessen Geschicke er ab 1955 als Präsident leitete. Er initiierte eine der erfolgreichsten Phasen der Vereinsgeschichte, gekrönt von drei italienischen Meisterschaften, dem zweifachen Gewinn jeweils des Europapokals der Landesmeister und des Weltpokals. 1968 wurde er von Ivanoe Fraizzoli beerbt. Ihm zu Ehren wurde im November 2007 vor dem Giuseppe-Meazza-Stadion ein Platz umbenannt, der seither als Piazzale Angelo Moratti firmiert. Das Trainingszentrum des Klubs heißt zudem Centro Sportivo Angelo Moratti.